# HAM-20
A 20 m-es amatőrsáv a rövidhullámú rádiófrekvenciás tartományban lévő, rádióamatőrök számára kijelölt sáv. A kijelölt frekvenciatartomány: 14000–14350 kHz.

## Terjedési sajátosságai[1]
A 20m-es amatőrsáv a rövidhullámú rádiófrekvenciás tartományban van, ezért a rövidhullámokra jellemző terjedési tulajdonságai vannak:
- térhullámok főként a nappali időszakban.
- az éjjeli időszakban megnő a holtzóna
- napfoltminimum idején a terjedés gyengül

## A 20 m-es amatőrsávra vonatkozó nemzetközisávterv[2]
| ITU 1                                          | ITU 2 | ITU 3 |
| ---------------------------------------------- | ----- | ----- |
| 14 000–14 250 kHz 1. AMATŐR 2. MŰHOLDAS AMATŐR |       |       |
| 14 250–14 350 kHz 1. AMATŐR 5.152              |       |       |

- 5.152 - Járulékos felosztás: Örményországban, Azerbajdzsánban, Kínában, Elefántcsontparton, az Oroszországi Föderációban, Grúziában, az Iráni Iszlám Köztársaságban, Kazahsztánban, Üzbegisztánban, Kirgizisztánban, Tádzsikisztánban, Türkmenisztánban és Ukrajnában a 14 250−14 350 kHz sávot elsődleges jelleggel az állandóhelyű szolgálat számára is felosztották. Az állandóhelyű szolgálat állomásainak kisugárzott teljesítménye nem haladhatja meg a 24 dBW értéket. (WRC‑03)

## A sávblokk Magyarországon érvényessávterve[3]
| 14 000–14 350 kHz | 14 000–14 350 kHz | 14 000–14 350 kHz | 14 000–14 350 kHz             | 14 000–14 350 kHz         | 14 000–14 350 kHz       | 14 000–14 350 kHz             | 14 000–14 350 kHz      |
| A                 | B                 | C                 | D                             | E                         | F                       | G                             | H                      |
| ----------------- | ----------------- | ----------------- | ----------------------------- | ------------------------- | ----------------------- | ----------------------------- | ---------------------- |
| AMATŐR            |                   | P                 | 1                             | K                         | Amatőrrádiózás          | ECC/REC/(02)01 MSZ EN 301 783 | 3. melléklet 7. pont   |
| MŰHOLDAS AMATŐR   |                   | P                 | 1                             | K                         | Műholdas amatőrrádiózás | ECC/REC/(02)01 MSZ EN 301 783 | 3. melléklet 7. pont   |
|                   |                   | PN                |                               |                           | SRD                     |                               | 3. melléklet 9.1. pont |
| 3                 | K                 | PN                | Vasúti alkalmazások           | 3. melléklet 9.5.1. pont  |                         |                               |                        |
| 3                 | K                 | PN                | Rádiómeghatározó alkalmazások | 3. melléklet 9.7.1. pont  |                         |                               |                        |
| 3                 | K                 | PN                | Induktív alkalmazások         | 3. melléklet 9.10.1. pont |                         |                               |                        |

- Az A oszlop meghatározza az adott sávhoz rendelt egyes rádiószolgálatokat
- A B oszlop meghatározza a vonatkozó lábjegyzetet, a harmonizált katonai sávra
- A C oszlop meghatározza a polgári, a nem polgári vagy az együttes célú használatra történő felosztást. A polgári célú felosztást P, a nem polgári célút N és az együttes célút E jelöli.
- A D oszlop meghatározza az alkalmazás jellegét. Az elsődleges jelleget 1-es, a másodlagos jelleget 2-es, a harmadlagos jelleget 3-as szám jelöli.
- Az E oszlop meghatározza az alkalmazás használatbavételi lehetőségét. A kijelölt kategóriát K, a tervezett kategóriát T jelöli.
- Az F oszlop meghatározza az alkalmazás megnevezését.
- A G oszlop tartalmazza a vonatkozó nemzetközi és hazai dokumentumokra hivatkozásokat
- A H oszlop tartalmazza a frekvenciasávok használata során alkalmazandó további rádióspektrum-gazdálkodási követelményeket és jellemzőket, valamint sávhasználati feltételeket.

## Felosztása[4]
| Frekvenciatartomány (Hz) | Frekvenciatartomány (Hz) | Használható adóteljesítmény (W) | Használható adóteljesítmény (W) | Használható adóteljesítmény (W) | Használható sávszélesség (Hz) | Üzemmód/felhasználás | Engedélyezett adásmód          | Engedélyezett adásmód          | Engedélyezett adásmód                                                                              |
| Kezdete                  | Vége                     | Kezdő                           | CEPT                            | HAREC                           | Használható sávszélesség (Hz) | Üzemmód/felhasználás | Kezdő                          | CEPT                           | HAREC                                                                                              |
| ------------------------ | ------------------------ | ------------------------------- | ------------------------------- | ------------------------------- | ----------------------------- | --- | ------------------------------ | ------------------------------ | -------------------------------------------------------------------------------------------------- |
| 14000000                 | 14070000                 | 100                             | 200                             | 1500                            | 200                           | CW - 14055000 CW QRS - 14060000 CW QRP - 14068000 FeldHell | A1A                            | A1A                            | A1A                                                                                                |
| 14070000                 | 14089000                 | 100                             | 200                             | 1500                            | 500                           | Keskenysávú digitális átvitel - 14070000 PSK31 - 14071500 PSK63 - 14072500 MFSK16 - 14071000 FeldHell - 14073000 THOR-4 - 14074000 FT8 - 14076000 JT9, JT65 - 14078000 JT9 JS8 - 14079000 T10 - 14080000 FT4 - 14083000 RTTY, DominoEX11 - 14088000 FeldHell | A1A*, A1B, A1D, F1A*, F1B, F1D | A1A*, A1B, A1D, F1A*, F1B, F1D | A1A*, A1B, A1D, F1A*, F1B, F1D                                                                     |
| 14089000                 | 14099000                 | 100                             | 200                             | 1500                            | 500                           | Keskenysávú digitális átvitel Automata vezérlésű állomások - 14095000 WSPR | A1A*, A1B, A1D, F1A*, F1B, F1D | A1A*, A1B, A1D, F1A*, F1B, F1D | A1A*, A1B, A1D, F1A*, F1B, F1D                                                                     |
| 14099000                 | 14101000                 | 0                               | 0                               | 100                             |                               | IBP |                                |                                | |
| 14101000                 | 14112000                 | 100                             | 200                             | 1500                            | 2700                          | - USB - Automatikus vezérlésű digitális rendszerek - 14104000 Olivia | A1A*, F1D, J3E                 | A1A*, F1D, J3E                 | A1A, A1B, A1D, A2A, A2B, A2D, F1A, F1B, F1D, F2A, F2B, F2D, F3E, F3F, J2A, J2B, J2D, J2E, J3E, R3E |
| 14112000                 | 14125000                 | 100                             | 200                             | 1500                            | 2700                          | USB | A1A*, J3E                      | A1A*, J3E                      | A1A, A1B, A2A, A2B, F1A, F1B, F2A, F2B, F3E, F3F, J2A, J2B, J2E, J3E, R3E                          |
| 14125000                 | 14250000                 | 100                             | 200                             | 1500                            | 2700                          | USB - 14130000 Digitális hangátvitel - 14190000 - 14200000 DX-expedíció - 14230000 SSTV(A) - 14233000 SSTV(D) - 14240000 SSTV(A) | A1A*, J3E                      | A1A*, J3E                      | A1A, A1B, A2A, A2B, F1A, F1B, F2A, F2B, F3E, F3F, J2A, J2B, J2E, J3E, R3E                          |
| 14250000                 | 14350000                 | 0                               | 200                             | 1500                            | 2700                          | USB - 14285000 QRP - 14300000 Vészhelyzeti hívófrekvencia |                                | A1A, J3E                       | A1A, A1B, A2A, A2B, F1A, F1B, F2A, F2B, F3E, F3F, J2A, J2B, J2E, J3E, R3E                          |

## Gyakorlati felhasználása
Ebben a sávban a térhullámok útján történő terjedés van, mind az éjszakai, mind a nappali időszakban.
Nappal néhány száz km-es holtzónával kell számolnunk, belföldi összeköttetés nem valósítható meg. Az éjszakai órákban a holtzóna Tovább növekszik, 1000-4000 km-re.
Magyarországról nappal az európai terület vehető célba, az éjszakai órákban DX-összeköttetések is létesíthetőek. Akár kisebb teljesítménnyel is létesíthető interkontinentális összeköttetés.
A terjedésre hat a napfoltciklus, napfoltminimumok idején gyengébb terjedésre kell számítani, ilyenkor a sáv hosszú ideig használhatatlan.
Holtzóna úgyszólván mindig jelentkezik: ez napfoltminimum idején a nappali órákban kb. 1000 km, míg napfoltmaximum idején 400 km-re vagy még lejjebb csökken. Nyári időszakban néha teljesen eltűnik.
Az alkonyat beálltával a holtzóna gyorsan terjed, és éjszaka maximálisan 4000 km-t is elérhet. Különösen kedvezőek a terjedési viszonyok, ha a hullámterjedés útvonala legalább részben a Föld sötét, éjszakai szakaszán halad át.
Európai összeköttetésekre a 20 m-es sáv csak bizonyos esetekben: nyári időszakban, napfoltmaximum idején alkalmas. Ilyenkor a légköri zavarokkal gyakorlatilag számolni nem kell.